# Andrij Chwylja

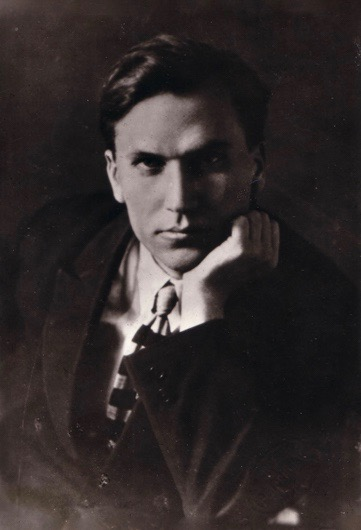
Andrij Chwylja (1920)

Andrij Ananijowytsch Chwylja (ukrainisch Андрій Ананійович Хвиля, * 19. August 1898 in Rynhatsch, Gouvernement Bessarabien, heutiger Rajon Tscherniwzi; † 10. Februar 1938) war ein sowjetisch-ukrainischer Journalist und Funktionär. 1938 wurde er Opfer des Großen Terrors in der Sowjetunion.

## Biografie
Er wurde in einer Bauernfamilie geboren und schloss die Schule in Chotyn und danach die Landvermessungsschule in Poltawa ab. Als Mitglied der linksnationalistischen Partei der Borotbisten trat er 1918 der Kommunistischen Partei der Ukraine (KPU) bei und leitete später die Presseabteilung (1926–1928) und die Abteilung für Kulturpropaganda (1928–1933) ihres Zentralkomitees. 1933 wurde er stellvertretender Bildungskommissar der USSR. Chwylja war auch Leiter einer Kommission des Volkskommissariats zur Kontrolle der Arbeit an der Sprachfront. Er verschaffte sowjetisch-ukrainischen Künstlern in Moskau hohe Auszeichnungen, drängte auf ein umfassendes und kohärentes künstlerisches Programm in der USSR und verhandelte zwischen Partei- und Künstlercliquen im Inland und im Kreml.
Chwylja war ein kommunistischer Parteiloyalist und gegen das, was er als ukrainischen Nationalismus betrachtete. In gedruckter Form attackierte er ukrainische Kulturorganisationen wie WAPLITE sowie prominente ukrainische Kultur- und Politikpersönlichkeiten wie Mykola Chwylowyj, Les Kurbas und Mykola Skrypnyk. Er war für den Tod mehrerer ukrainischer Kulturaktivisten in den 1930er Jahren verantwortlich. Neben Artikeln schrieb er Bücher und Broschüren über den ukrainischen Nationalismus.
Mychajlo Hruschewskyj wurde im März 1931 durch eine Genehmigung des Politbüro der KPU verhaftet. Chwylja schrieb darauf ein staatlich gefördertes Pamphlet, in dem er Hruschewskyj als Ideologen des ukrainischen bourgeoisen Nationalismus darstellte. Das Hauptziel von Chwyljas Artikel war es, Hruschewskyjs Verhaftung zu rechtfertigen. In seiner Anklage gegen Hruschewskyj interpretierte Chwylja mehrere von Hruschewskyjs Aussagen falsch, riss sie aus dem Kontext und verfälschte einige davon auch. Insbesondere warf er  Hruschewskyj vor, er habe erklärt, die nationale Frage könne nicht im Rahmen eines proletarischen Staates gelöst werden.
Nach Skrypnyks Selbstmord im Jahr 1933 veröffentlichte Chwylja eine Artikelsammlung mit dem Titel Snyschtschyty korinnja ukrajinskoho nazionalismu na mownomu fronti (Zerstörung der Wurzeln des ukrainischen Nationalismus an der sprachlichen Front), in der er von Skrypnyk genehmigte orthografische Änderungen angriff. In den Jahren 1936 bis 1937 war  Chwylja der erste Direktor des Instituts für ukrainische Folklore der Akademie der Wissenschaften der USSR und Herausgeber der dortigen Zeitschrift Ukrajinskyj folklor.
Von Oktober bis Dezember 1937 verabschiedeten das Politbüro, das Orgbüro und ein Plenum des ZK eine Reihe von Resolutionen, die die ideologische Kontrolle der Übersetzung marxistisch-leninistischer Klassiker verschärften, Russisch zum Pflichtfach an allen Schulen machten, nationale Bezirke und Dorfsowjets liquidierten, alle nichtrussischen Schulen in den russischen Gebieten der RSFSR liquidierten und die Zahl russischer Zeitungen in der USSR erhöhten. Die ukrainischen Nationalisten wurden beschuldigt, versucht zu haben, „die ukrainische Kultur von der brüderlichen russischen Kultur zu trennen.“ Chwylja wurde nun als nationalistischer Sprachpurist abgestempelt, dessen Sprachreform tatsächlich den Interessen ukrainischer Nationalisten gedient hatte.
Sein gesamtes Patronatsnetzwerk wurde in Frage gestellt. In der Nacht des 7. und 8. August 1937 fand in der Parteizelle der Verwaltung für Kunstangelegenheiten ein Treffen statt, um über Chwylja zu sprechen. Die Mitglieder sahen in Chwyljas Mäzenatentum und seinen Lieblingsprojekten, wie der Restaurierung des Höhlenklosters, eine antisowjetische Bedeutung. Sie warfen ihm auch vor, immer noch die „alten Theorien von Kurbas“ zu unterstützen. Am Tag nach Chwyljas Verhaftung leitete die Parteizelle das Protokoll des Treffens an das NKWD weiter. Im August 1937 wurde Chwylja im Lefortowo-Gefängnis verhört. Er wurde am 8. Februar 1938 verurteilt und am 10. Februar 1938 erschossen.